# オフィス割引/オフィス割MAX50
オフィス割引及び、オフィス割MAX50はNTTドコモの携帯電話利用者の法人名義が対象の基本使用料割引サービスである。オフィス割引は個人名義のファミリー割引、オフィス割MAX５０は個人名義のファミ割MAX50や　ひとりでも割50と同じような割引になる。
現在は新規申込が終了し、新割引サービスであるビジネスシンプルに移行が推奨されている。

## オフィス割MAX50
オフィス割MAX50はドコモの法人名義の携帯電話で、料金プランが新料金プラン（データプラン等は除く）で、2年間の利用を約束することで、基本使用料が50％引となる割引サービスである。2年以内に対象携帯電話を解約すると、9975円の解約金が発生する。オフィス割引と併用が可能だが、ビジネス割引や、通話料いっかつ割引との併用ができなくなる。1回線でも適用が可能となる。またオフィス割引と併用している回線で、10年以上利用していれば、いちねん割引に自動で切り替わるため、解約金のリスクは大幅にさがる。

## オフィス割引
オフィス割引は、法人名義のNTTドコモ契約の携帯電話を2~10回線所有しており、それらの回線の請求書をひとまとめにする企業が対象となる割引サービス。

### オフィス割引のメリット
基本使用料割引
割引率は25％引きだが、いちねん割引やオフィス割MAX50と併用が可能で、オフィス割MAX50と併用した場合基本使用料が50％引、いちねん割引と併用した場合は基本使用料が30％～50％割引となる。
グループ間通話割引（グループ間通話無料も）
グループ間の通話料が30％引きになる。またオフィス割引グループの携帯電話回線にオフィス割MAX50をつけるか、いちねん割引をつけている回線で10年以上利用している回線はグループ間の通話が無料になる。
グループ間メール無料
グループ間のiモードメールのやり取りが無料となる。FOMA同士であれば、添付付メールや、デコメールも無料となる。
繰り越してさらに分け合える
無料通話分はNTTドコモの場合2ヶ月まで通常繰り越せるが、さらにあまった場合、グループ間で分け合うことができる。
一般電話との通話料割引
1つの指定した、固定電話（NTT）への通話が10％割引となる。
またその固定電話からグループへの通話料も10.5円/30秒になる。

### 割引適用条件
申込をした翌月1日からの適用となる。ビジネス割引や通話料いっかつ割引、ワールドコールいっかつ割引等などは割引対象外なので、外れることとなる。データプランはオフィス割引は適用になるが、オフィス割MAX50は対象外。